# 鄭可學
鄭可學（？—1212年），字子上，號持齋，莆田（今屬福建）人。
受學於朱熹，朱熹在漳州當知縣時，延聘他當西塾師，曾刪定《大學》一書，朱熹说：“此书惟子上可讹之。”寧宗嘉定四年（1211年）特奏名，授忠州文學參軍。嘉定五年（1212年），赴衡州司戶參軍任上，卒於途中。著有《春秋博议》、《三朝北盟举要》、《师说》等。